# 1200 Micrograms
1200 Micrograms (por vezes creditado como 1200 Mics ou 1300 Mics) são um projeto de psytrance de Ibiza. Os membros são Riktam e Bansi, da dupla GMS, Raja Ram e Chicago. O nome de 1200 Microgramas vem não de que Raja Ram teria tomado uma dose 1.200 microgramas de LSD ao trabalhar com o grupo em seu primeiro álbum, mas sim que todo o grupo terá tomado individualmente uma dose de 300 Microgramas de LSD.

## Discografia
- 1200 Micrograms (TIP World 2002)
- Heroes of the Imagination (TIP World 2003)
- The Time Machine (TIP World 2004)
- Live in Brazil (TIP World 2005)
- 1200 Micrograms Remixed (TIP World 2006)
- Magic Numbers (TIP World 2007)
- Gramology EP (TIP World 2010)